# Norderøtunnelen
Norderøtunnelen (færøsk: Norðoyatunnilin) er en lang tunnel, der forbinder de to nordlige øer på Færøerne.
Den 6,3 km lange tunnel forbinder Færøernes næststørste by Klaksvík på Borðoy med Leirvík på Eysturoy og går ned til en dybde af 150 meter under havets overflade. Hældningen er på maksimalt ca. 6 %.
De konkrete planer om en tunnelforbindelse mellem øerne Eysturoy og Borðoy er ikke helt nye. I 1988 foretog Landsverkfrøðingurin (Landsingeniøren) en del seismiske undersøgelser i Leirvíksfjørður (sundet mellem de to øer), og allerede året før havde en ingeniør udarbejdet en helhedsplan for placeringsmulighederne for tunnelbygningen.
Den blev officielt indviet den 29. april 2006 og har kostet 265 millioner kroner.
Det kostede oprindelig  130 kroner at bruge tunnellen for en personbil, men prisen er ændret, således at det i 2014 koster 100 kroner for en personbil at bruge tunnelen.
Byggearbejdet begyndte i Leirvík den 18. december 2003 og i Klaksvík den 20. April 2004. Tunnelen var gennemboret den 25. juni 2005 og åbnede for gennemkørsel den 29. april 2006, tre måneder før det var planlagt. 
Den er bygget af Føroya Konsortiet I/F bestående af entreprenørselskabet NCC (NCC Construction AS Norge, NCC International Denmark A/S, samt Byggitek og J & K Petersen Contractors.
Under arbejdet er ca. 700.000 kubikmeter sten sprængt bort.
Budgettet var på 400 millioner kroner, og indvielsen var først planlagt til 1. august 2006. 
- Østlige ende (Klaksvík): 62°13′06.1″N 06°34′24.1″V / 62.218361°N 6.573361°V
- Vestlige ende (Leirvík): 62°12′27.8″N 06°40′53.1″V / 62.207722°N 6.681417°V

- FO 566 of Postverk Føroya, design by Edward Fuglø.
- FO 567
- Tunnellen er udsmykket med Tróndur Paturssons lyskunst
- Tunnellens indkørsel fra Leirvík